# دو رفرمن
دو رفرمن (سوئدی: Du-reformen) (به معنای اصلاح تو) فرایند عمومی کردن ضمیر دوم شخص مفرد دو (du) به عنوان فرم همگانی خطاب کردن در سوئد، در اواخر دهه ۱۹۶۰ و اوایل دهه ۱۹۷۰ بود. استفاده از دو (دارای قرابت با thou ی انگلیسی، tu فرانسوی و du آلمانی) جایگزین نظام پیچیده سابق عناوین تجلیلی شد که از ضمایر سوم شخص han و hon (او)، ضمیر جمع دوم شخص ni ('شما') یا عناوین Herr و Fru، Fröken ('آقا'و 'خانم') استفاده می‌کرد.